# Manda Ophuis
Manda Ophuis (27 de noviembre de 1980) es una cantante neerlandesa, más conocida por haber sido la vocalista de la banda metal alternativo Nemesea.

## Biografía
Tras heredar de sus padres la pasión por la música, comenzó sus estudios musicales a los 7 años de edad. 
En 1988, comenzó a estudiar flauta transversal en una escuela de música en Holanda , durante 7 años consecutivos, hasta 1995.
Comenzó a cantar en 1998 , a los 18 años, y, un año más tarde, ingresó al Conservatorio Musical de Groningen , donde estudió canto (técnica e interpretación vocal).
En septiembre de 2002, fundó la banda alternativa en Holanda, Nemesea, junto al guitarrista Hendrik Jan de Jong, músico que conoció en el Conservatorio de Música de Groningen. 
Su exbanda comenzó abriendo shows a la banda de symphonic metal neerlandesa After Forever durante una extensa gira en Europa en 2003, poco antes de lanzar al mercado neerlandés, "Mana", su primer álbum, lo que dio origen a otra gira ya con ellos como titulares. En 2007, lanzó junto a Nemesea, su segundo álbum de estudio, "In Control", consolidándola dentro de la escena musical en Holanda.
En 2009 lanzaron su primer material en directo, "Pure Live @ P3. Su tercer álbum de estudio, "The Quiet Resistance" (abreviado "TQR") fue lanzado en 2011, siendo su primer single "Afterlife".
En 2016 anunció su salida de la banda Nemesea, así como de su sueño de ser cantante.

## Discografía
Con Nemesea
- Mana (2004)
- In Control (2007)
- Pure Live @ P3 (2009)
- The Quiet Resistance (2011)
- Uprise (2016)

- Datos: Q6747696
- Multimedia: Manda Ophuis / Q6747696